# اوفلیا (فیلم ۲۰۱۸)
اوفلیا (به انگلیسی: Ophelia) فیلمی محصول سال ۲۰۱۸ و به کارگردانی کلیر مک‌کارتی است. در این فیلم بازیگرانی همچون دیزی ریدلی، نائومی واتس، کلایو اوون، جرج مکای، تام فلتون، دوون ترل، دیزی هد ایفای نقش کرده‌اند.
این فیلم بر پایه نمایش‌نامه هملت اثر ویلیام شکسپیر ساخته شده‌است.